# Noah Webster

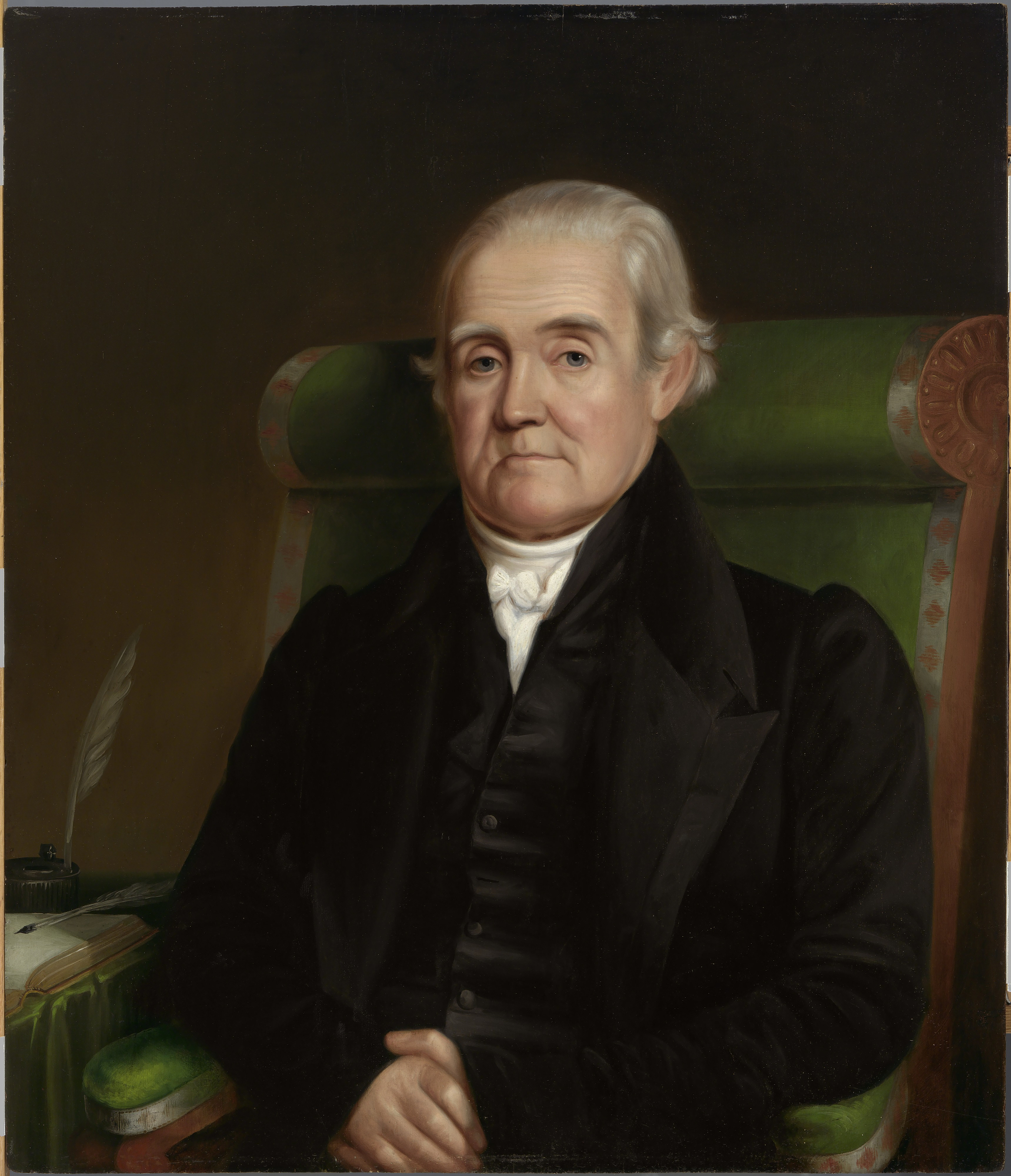
Noah Webster, 1833, National Portrait Gallery (Washington), Gemälde von James Herring

Noah Webster (geboren am 16. Oktober 1758 in West Hartford; gestorben am 28. Mai 1843 in New Haven, Connecticut) war ein amerikanischer Lexikograf, Rechtschreibreformer, Publizist, Übersetzer und Schriftsteller. Auf seine Reform gehen die meisten Unterschiede in der Rechtschreibung des amerikanischen gegenüber dem britischen Englisch zurück. 1828 veröffentlichte er An American Dictionary of the English Language.

## Leben
Webster entstammte einer alten Puritanerfamilie. Mütterlicherseits stammte er von William Bradford ab, dem zweiten Gouverneur der Kolonie Plymouth. 1774 begann er ein Studium an der Yale-Universität, das er aber beim Ausbruch des Amerikanischen Unabhängigkeitskriegs unterbrach, um in der Miliz seines Vaters gegen die Engländer zu kämpfen. Aus seiner jugendlichen Begeisterung für die Unabhängigkeitsbewegung erwuchsen seine sprachlichen Reformgedanken, die den USA auch eine kulturelle Unabhängigkeit bringen sollten.
1781 wurde er als Anwalt zugelassen, der jedoch keine Anstellung fand und deshalb als Lehrer in Privatschulen tätig war. 1788 war Webster an dem kurzlebigen Versuch beteiligt, eine Philological Society in New York zu gründen. 1799 wurde er in die American Academy of Arts and Sciences gewählt.

## DasSpelling Book
Websters erste Veröffentlichung war das dreibändige A Grammatical Institute of the English Language (1783–85), das aus einer Grammatik, einer Rechtschreibhilfe und einer Fibel bestand. Die Rechtschreibhilfe wurde unter dem späteren Titel The American Spelling Book zu einem Bestseller mit einer Auflage von 60 Millionen allein bis 1890. Praktisch alle amerikanischen Schulkinder lernten aus dem Blue Backed Speller, wie das Buch wegen seines blauen Einbands genannt wurde, die Rechtschreibung.

## Websters Wörterbuch
Webster veröffentlichte sein erstes Wörterbuch A Compendium Dictionary of the English Language mit rund 28.000 Einträgen 1806. Weil er eine „nationale Sprache“ etablieren wollte, setzte er eine neue, vereinfachte Rechtschreibung durch, wobei er vor allem stumme Buchstaben strich. So ersetzte er etwa colour durch color, strich ein l in traveler oder änderte centre in center. Andere Vorschläge, wie das letzte, stumme e in definite oder feather zu streichen, setzten sich dagegen nicht durch. In Großbritannien stießen Websters Reformen auf vehemente Ablehnung.
Eine stark erweiterte Fassung seines Wörterbuchs erschien 1828 als An American Dictionary of the English Language mit rund 70.000 Einträgen. Vor allem, weil Webster zahlreiche Wörter aus Wissenschaft und Technik aufgenommen hatte, findet sich rund die Hälfte aller Stichwörter nicht im entsprechenden britischen Gegenstück, Samuel Johnsons Dictionary of the English Language. Der Anspruch, American zu sein, bezieht sich dagegen kaum auf den Wortschatz, denn bis auf wenige Wörter wie congress, caucus oder plantation, waren die meisten Wörter genauso im britischen Englisch bekannt. Kennzeichnend für die amerikanische Wörterbuchtradition, die Webster begründete, sind auch zahlreiche enzyklopädische Informationen wie die Namen von Städten oder die Angabe von Einwohnerzahlen.
Websters Wörterbuch wurde ein solcher Erfolg, dass im amerikanischen Sprachgebrauch „Webster’s“ bald zum Synonym für „Wörterbuch“ wurde und ähnlich dem deutschen Duden als maßgeblich in allen Zweifelsfällen betrachtet wurde. Zusammen mit seiner Grammatik und der Rechtschreibhilfe verhalf er so dem Amerikanischen Englisch zu einer eigenständigen Identität.
Nach Websters Tod war sein Name nicht markenrechtlich geschützt, so dass viele Verleger seinen Namen auf ihre Wörterbücher druckten. Die beiden Brüder George und Charles Merriam kauften die Rechte an der Fassung von 1828, und heute gilt der Merriam-Webster als das Standardwörterbuch des amerikanischen Englisch. Eine erweiterte Ausgabe erschien 1913; diese und alle älteren Fassungen sind heute gemeinfrei. Obwohl die Wörterbücher des Verlags Merriam-Webster (ein Tochterunternehmen der Britannica) direkt auf Noah Websters Auftraggeber zurückgehen, nutzen viele weitere Verlagshäuser wie Random House oder John Wiley & Sons den Namen Websters.

## Websters Bibelübersetzung
Webster veröffentlichte 1833 eine Bibelübersetzung auf der Grundlage der King James Bible unter Berücksichtigung der griechischen und hebräischen Urfassungen. Er ersetzte veraltete Wörter, aktualisierte die Grammatik und ersetzte einige Wendungen, die er als anstößig empfand.

## Sekundärliteratur
- E. Jennifer Monaghan: A Common Heritage: Noah Webster’s Blue-Back Speller. Archon Books, Hamden CN 1983, ISBN 0208019081.
- John S. Morgan: Noah Webster. Mason and Charter, New York 1975, ISBN 0884051080.
- Richard M. Rollins: The Long Journey of Noah Webster. University of Pennsylvania Press, Philadelphia 1980, ISBN 0812277783.
- K. Alan Snyder: Defining Noah Webster: Mind and Morals in the Early Republic. University Press of America, Lanham MD 1990, ISBN 0819178624.
- Harry R. Warfel: Noah Webster, Schoolmaster to America. Macmillan, New York 1936.
- Joseph J. Ellis: After the Revolution: Profiles of Early American Culture W. W. Norton & Company, New York 1979